# El Cosmopitufo
El Cosmopitufo o El Astropitufo (en el francés original, Le Cosmoschtroumpf) es la undécima historieta de la serie Los pitufos, escrita y dibujada por Peyo para su publicación en 1967. 

## Trayectoria editorial
Se publicó por primera vez en 1967 como álbum publicitario de la marca de galletas de Nantes Biscuiterie Nantaise.
Dos años después se publicó por entregas en los números 1627 a 1639 de Le Journal de Spirou.
En abril de 1983, Dupuis la publicó en formato álbum junto a El pitufador de lluvia.

## Argumento
Hay un pitufo soñador que quiere viajar a las estrellas y ver otros mundos. Va a pedirle ayuda al Gran Pitufo para lograrlo, pero tras oírle leer un libro mágico acerca de lo difícil que sería, el Pitufo Soñador va al bosque a meditar. En ese momento, ve caer una hoja de un árbol, lo que le da la inspiración: se convertirá en un Cosmopitufo y construirá una máquina que lo lleve a las estrellas. Tras tomar prestadas todas las herramientas que puede llevarse del taller del Pitufo Manitas, el pitufo construye una valla y evita que cualquier otro pitufo vea en que está trabajando hasta que esté listo para mostrárselo.
Por fin, una mañana, el Pitufo Pregonero anuncia que la máquina del Cosmopitufo está lista y los invita a ver su partida. Todos los pitufos se reúnen para ver el lanzamiento, entre ellos Gran Pitufo. El Cosmopitufo explica cómo funciona: basta pedalear para que la hélice propulsora gire y lo lance al Espacio exterior. El Gran Pitufo le desea buen viaje y los demás pitufos se despiden mientras el Cosmopitufo entra a la cabina, inicia la cuenta atrás, y empieza a pedalear. Pedalea y pedalea con toda su fuerza, pero los otros pitufos simplemente ven que la nave no se levanta del suelo. Después de un rato, el Cosmopitufo sale de la nave y se va a su casa, frustrado. Viendo el Gran Pitufo ve que el Astropitufo no será feliz mientras no se cumpla su sueño, se dispone a desarrollar un plan.
Al día siguiente, el Gran Pitufo va a la casa del Cosmopitufo y le dice que el Pitufo Manitas ha descubierto un desperfecto en la máquina y la ha arreglado, así que el Cosmopitufo se prepara para partir de nuevo. Sin embargo, antes de que el Cosmopitufo suba a la nave, el Gran Pitufo le da de beber zumo de frambuesa, al que ha añadido en secreto un soporífero. Cuando el Cosmopitufo pedalea en su nave, los demás zarandean la máquina con todas sus fuerzas y encienden fuego, para que el Cosmopitufo vea el humo y crea que está en las nubes. Cuando el soporífero hace efecto y la hélice se detiene, el Gran Pitufo hace que lleven al Cosmopitufo dormido a su casa mientras desmantelan la nave, y esa noche prepara una poción que ayudará a cumplir el sueño del Cosmopitufo.
Al día siguiente, el Gran Pitufo hace que sus pitufitos lleven al Cosmopitufo y su nave por bosques, valles, ríos y colinas, mientras mantienen dormido al Cosmopitufo dándole más zumo de frambuesa. Se detienen cuando el Gran Pitufo los lleva al interior de un volcán apagado, donde reensamblan la máquina y vuelven a poner al Cosmopitufo en la cabina. Después, el Gran Pitufo usa una poción mágica para convertirse él y todos los pitufos en alienígenas anaranjados con apariencia de cavernícolas que dicen llamarse schlips.
Más tarde, el Cosmopitufo despierta y ve que está en lo que parece otro planeta. Mientras explora el área, se encuentra con un schlip que lo lleva con los suyos. Los schlips aparentan ser hostiles, pero tras organizar un gran concejo, le dan la bienvenida y organizan una fiesta de bienvenida. Sin embargo, la recepción que el Cosmopitufo recibe de los schlips es tan favorable que decide quedarse ahí. Los pitufos, que no quieren pasar toda su vida como schlips, fraguan un plan.
Los schlips someten al Cosmopitufo a una serie de pruebas para determinar si puede quedarse. La primera prueba es arrojar una lanza al centro de un blanco con los ojos vendados y después de girar tres veces. El Cosmopitufo lanza en la dirección errada, pero la lanza rebota y da en el blanco. La siguiente prueba es trepar hasta lo alto de un poste untado de pez, pero los schlips olvidan untarlo. La tercera prueba es enfrentarse a uno de los schlips, pero el Gran Pitufo no diferencia bien a los pitufos disfrazados de schlips, y escoge al que cree que es el Pitufo Fortachón como oponente del Cosmopitufo, pero resulta ser el Pitufo Vanidoso. La cuarta prueba es nadar de ida y vuelta por un lago llevando una piedra, pero luego descubren que solo hay piedra pómez, que flota en el agua. La quinta prueba es traer una flor edelweiss de la montaña más alta antes de que anochezca, y el Cosmopitufo casi falla hasta que una cigüeña llega a ayudarlo y lo lleva a la cima con la flor.
Durante la noche, los schlips deciden la última prueba, y se la dicen al Cosmopitufo al día siguiente: debe demostrar que es capaz de vivir la vida dura y austera de los schlips. Tras oír los detalles de la prueba, el Cosmopitufo decide volver a la Tierra. A su partida, le dan un vaso con soporífero y cuando se duerme, se toman el antídoto para convertirse de nuevo en pitufos. Luego repiten el proceso de desmantelar, volver a la Aldea Pitufa y reensamblar la máquina. El Cosmopitufo despierta y sale de la nave para ser bienvenido de regreso por los pitufos. El Gran Pitufo le pregunta si planea volver a viajar a las estrellas, y éste responde que aunque le tienta bastante la idea, sabe que en ningún sitio sería tan feliz como en casa.